# Muehlenbach (Schwarzbach)
Pour les articles homonymes, voir Muhlenbach.
Le Muehlenbach est un ruisseau qui coule dans la commune de Sturzelbronn en Moselle. Il constitue la seconde section du Schwarzbach, après la confluence du Schnepfenbach avec le Schlafweiherbach et avant son confluent avec le ruisseau de Neudoerfel. Le Schwarzbach étant un affluent du Falkensteinerbach, le Muehlenbach est donc un sous-affluent du Rhin.

## Géographie
Le Muehlenbach naît au confluent du Schnepfenbach et du Schlafweiherbach, en plein cœur du village de Sturzelbronn, dans le pays de Bitche en Moselle. Il se dirige vers le sud-est et alimente l'étang du Langweiher après avoir traversé les annexes de Klostermuehle et Potaschhütte. Il continue ensuite sa route vers le sud-est et récupère le Rothenbach au sud du Nonnenkopf. C'est à peine plus loin qu'il récupère les eaux du ruisseau de Neudoerfel, avec lequel il forme le Schwarzbach. Leur point de confluence marque d'ailleurs la frontière entre la Moselle et le Bas-Rhin,.

## Affluents
- Rothenbach[1],[2],[3]